# Аніта Стюарт
Ані́та Стю́арт (англ. Anita Stewart; при народженні Ганна Стюарт, 7 лютого 1895 — 4 травня 1961) — американська акторка та кінопродюсерка епохи німого кіно, піонерка кінематографу. Знялася в близько 100 картинах, з яких 7 випустила на власній продюсерській студії. За внесок у розвиток кіномистецтва удостоєна зірки на Голлівудській алеї слави.

## Життєпис
Народилася 7 лютого 1895 року в Брукліні, США. У 1911 році кіностудія «Vitagraph» запропонувала акторці контракт, і в тому ж році вона дебютувала у кіно в короткометражній драмі «Повість про два міста». 
У 1917 році одружилася з актором Рудольфом Камероном, ставши невісткою режисера Ральфа Інса, за сприяння якого стала отримувати більш помітні ролі в картинах кіностудії. В кінці 1910-х і початку 1920-х років Аніта Стюарт була однією з найпопулярніших акторок німого кіно і часто знімалася в романтичних мелодрамах в парі зі своїм чоловіком.
У 1918 році Стюарт пішла з кіностудії «Viragraph» і уклала контракт з майбутнім кіномагнатом Луїсом Маєром. Згідно з умовами цього контракту Стюарт заснувала власну компанію, яка продюсувала картини під керівництвом кіностудії Маєра в Лос-Анджелесі. Між 1918 і 1919 роками Аніта Стюарт випустила 7 відносно успішних фільмів, в кожному з яких виконала головну роль. Протягом 1920-х років вона продовжувала зніматися — всього в еру німого кіно на екрани вийшло 100 картин з її участю. У 1928 році вона розлучилася з Камероном і через рік одружилася з Джорджем Пібоді Конверсом.
Кар'єра Аніти Стюарт, як і багатьох інших, завершилася з настанням ери звукового кіно. З'явившись 1932 року в єдиному своєму звуковому фільмі «Голлівудський гандикап», вона перестала зніматися. 
Померла від інфаркту міокарда 4 травня 1961 року в Беверлі-Гіллз. 

## Вибрана фільмографія
1. 1914: Мільйон пропозицій / A Million Bid — Агнес Белградін
2. 1916: Підозрюваний[en] /The Suspect — Софі Кареніна
3. 1919: У старому Кентуккі / In Old Kentucky — Медж Браєрлі
4. 1920: Гаррієт і дурень / Harriet and the Piper — Гаррієт Філд
5. 1920: Її вибір[en] / Her Choice — Мей
6. 1926: Принц Пльзеньський[en] / The Prince of Pilsen — Неллі, дочка Ганса Вагнера